# エドゥアルド・アントニオ・マシャド・テイシェイラ
エドゥアルド（1993年6月7日 - ）はブラジルのサッカー選手。ポジションはMF。FCバナンツ所属。

## 経歴
2018年5月17日、SCブラガと5年契約を交わした。8月12日のCDナシオナル戦でデビューした。